# Vengampudur
Vengampudur è una suddivisione dell'India, classificata come town panchayat, di 7.634 abitanti, situata nel distretto di Erode, nello stato federato del Tamil Nadu. In base al numero di abitanti la città rientra nella classe V (da 5.000 a 9.999 persone).

## Geografia fisica
La città è situata a 11° 06' 50 N e 77° 53' 25 E.

## Società

### Evoluzione demografica
Al censimento del 2001 la popolazione di Vengampudur assommava a 7.634 persone, delle quali 3.786 maschi e 3.848 femmine. I bambini di età inferiore o uguale ai sei anni assommavano a 573, dei quali 297 maschi e 276 femmine. Infine, coloro che erano in grado di saper almeno leggere e scrivere erano 5.047, dei quali 2.907 maschi e 2.140 femmine.